# 安撫司 (臺灣)
安撫司為明鄭時期臺灣的一種地方行政機構，掌理軍隊屯墾與平埔族事務。安撫司在行政位階上與承天、天興、萬年等「一府二州」相當。明鄭統治的二十多年間，曾設置北路安撫司於開化里佳里興（今臺南市佳里區）、南路安撫司於興隆庄（今高雄市左營區）及澎湖安撫司於媽宮城（今澎湖縣馬公市），另又設有半線安撫司（今彰化市）、雞籠安撫司（今基隆市）、淡水安撫司等。為治理方便，將承天府與澎湖安撫司稱「中路」；萬年州與南路安撫司為「南路」；天興州與北路安撫司為「北路」，至於半線、雞籠和淡水三安撫司亦納於北路之中。進入清治時期後，清廷大體繼承了北中南的格局設置區劃，以中路為臺灣縣，南路為鳳山縣，北路為諸羅縣。